# Раб
Раб је острво у Хрватској, у Кварнерском заливу. Познато је по Светом Марину, оснивачу Сан Марина, који потиче са овог острва.

## Положај
Острво Раб са сусједним острвима чини рапску острвску групу која се, смјештена на кварнерском простору, налази на изузетно повољном географско-саобраћајном и географско-туристичком положају у односу на европско и домаће туристичко тржиште.
Острво Раб (Арбе) се пружа у смјеру сјеверозапад-југоисток, паралелно с копном подвелебитског приморја.
За острво су специфичне геоморфолошке карактеристике које чине гребени и удолине које се пружају смјером СЗ-ЈИ.
Највећа ваздушна дужина острва Раб, од рта Гавранић до рта Сорињ, износи 22 km. Захваљујући свом неправилном облику, ширина оства је различита. Тако је најужи на јужном дијелу од рта Кркланд до засеока Перчинић у Барбату 3 km, док је најшири, и то 10 km, у свом сјеверном дијелу од рта Шилп у Лопару до рта Кристофор на сјеверозападу острва.
Повољне микроклиматске прилике карактерише средња годишња температура од 14,9°C те годишња количина падавина од 1108,8 mm, што је карактеристика прелазне климе између средоземне и континенталне.
Просјечно годишње трајање сунца на острву Рабу је 2417 сати.
Уз богатство флоре, на Рабу се налази разнолик животињски свијет, како на копну, тако и у мору.
Природно богатство, богата прошлост и културно-историјско насљеђе основе су туристичке дјелатности, која је главна привредна грана са стољетном традицијом.
Развојем туризма, на острву је смањен удио пољопривредног становништва, а повећан удио активног становништва у терцијарним дјелатностима. Нове могућности запошљавања у терцијарним дјелатностима, те допунске зараде од кућне радиности које је омогућио туризам задржале су људе на острву. Због тога Раб спада међу ријетка острва на којима од половине 19. стољећа број становника не опада.
Један од најпознатијих Рабљана је свети Марин, оснивач државице Сан Марино.
На сјеверозападном дијелу острва, уз дубоку увалу, смјестило се насеље Супетарска Драга. Име села изведено је из назива самостана св. Петра у Дрази. У средини простране плодне долине 1059. године основана је бенедиктинска опатија св. Петра у Дрази.
Барбат, најјужније село острва, протеже се морским појасом дуж Барбатског канала. Судећи према остацима некадашњих грађевина, на овом су подручју постојала врло стара насеља. На узвишењу св. Дамијан виде се остаци старе градине и црквице св. Дамијана, која се спомиње у XIV стољећу. Ове рушевине потичу још из доба грчких насеобина и врло је вјероватно да се радило о грчкој војној колонији основаној у IV стољећу прије Христа. Претпоставља се да би рушевине на брду св. Дамијан могле бити остаци античког града Птолемејеве Коленте. У подножју брда, код засеока Перчинић, за вријеме осеке у мору се примјећују остаци зидина града што су га основали бјегунци склањајући се на Раб у бијегу пред Атилом.
При крају увале Еуфемија, на малој узвисини уз море, смјештен је самостан св. Еуфемије. Црквица св. Еуфемије спомиње се већ у XIII стољећу и према њој је самостан добио име. У самостану се чува и једна од најбогатијих старих библиотека. У Хроници самостана биљежени су сви важнији догађаји у животу острва Раба у посљедњих седам стољећа.

## Историја
Раб је 1838. године био острво површине 30 квадратних миља, са главним местом Рабом и укупно 3500 житеља.
Раб се први пут спомиње у путопису грчког географа Псеудо Скилакса који острва Раб и Паг спомиње под заједничким именом “Менторидес”.

## Становништво
За разлику од осталих кварнерских острва, које карактерише релативно велики број насеља, острво Раб има релативно мали број насеља. На острву их има 8: Бањол, Барбат, Кампор, Лопар, Мунданије, Палит, Раб и Супетарска Драга.
Изузимајући Мунданије сва су остала рапска насеља лоцирана у близини мора. Због тога се третирају као туристичка насеља.
На положај насеља у рапској општини утицали су клима и састав подлоге. Сва су рапска насеља настала у просторима заштићеним од буре. Тај је утицај толико велик тако да су сва насеља окренута на југозапад.
Веома значајна карактеристика насеља на острву Рабу јест то да су везана уз флишне зоне што указује на велику улогу пољопривредног искориштавања у прошлости.
Раб је међу оним малобројним јадранским острвима који не биљеже пад броја становника. Штавише, број становника стално се повећава. Но ипак, број становника осцилира према годишњем добу. Током љета број расте док зими пада због сезонског рада и ослањања на туризам сезонског типа.
Нагли туристички развитак из коријена је промијенио начин живота, тако да сада готово све становништво острва посредно или непосредно живи од туризма.